# Crònica Radziwiłł
La Crònica Radziwiłł o Crònica de Königsberg és una col·lecció de manuscrits il·luminats del segle xv, presumiblement una còpia d'un original del segle xiii. Deu el seu nom a la família Radziwiłł del Gran Ducat de Lituània (i posteriorment de la Confederació de Polònia i Lituània), que la conservà al castell de Niasvij als segles xvii i xviii. El 1761 fou portada de Königsberg a Sant Petersburg i adquirida per la Biblioteca de l'Acadèmia de Ciències de Rússia, que encara la custodia avui en dia.